# Platyceras
Platyceras is een geslacht van uitgestorven Gastropoda, dat leefde van het Siluur tot het Perm.

## Beschrijving
Deze buikpotige had een zwakke, onregelmatig opgerolde schaal met een spirale of dwarse versiering. De oorzaak van deze onregelmatigheid was te wijten aan het zich vasthechten aan voorwerpen. De eerste paar windingen waren los gespiraliseerd, maar ze namen snel in omvang toe, waardoor het leek alsof de laatste winding opgeblazen en kapvormig was. Golvende groeilijnen vormden een in het oog springend richelpatroon en een golvende mondrand. De schelp had een lengte van twee centimeter.

## Soorten
- P. abundans † Wanner 1922
- P. ammon † Hall 1862
- P. angulatum † Hall 1852
- P. argo † Hall 1862
- P. attenuatum † Hall 1860
- P. auriculatum † Hall 1876
- P. billingsi † Hall 1860
- P. bistrami † Knod 1908
- P. bucculentum † Hall 1862
- P. callossum † Hall 1860
- P. canalicatum † Angelin & Lindström 1880
- P. carinatum † Hall 1862
- P. chapmani † Williams & Breger 1916
- P. colonus † Holzapfel 1895
- P. columbinus † Whidborne 1889
- P. compressum † Jhaveri 1969
- P. compressum † Clarke & Swartz 1913
- P. compressus † Goldfuss 1832
- P. contortum † Barrois 1889
- P. contortus † Römer 1843
- P. cordatus † Whidborne 1889
- P. crassum † Hall 1862
- P. cymbium † Hall 1862
- P. decorum † Talent & Philip 1956
- P. dilitans † Perner 1911
- P. dilatatum † Hall 1860
- P. disciforme † lindström 1884
- P. dormitans † Maurer 1885
- P. duriculatum † Hall 1879
- P. eberti † Holzapfel 1895
- P. echinatum † Hall 1862
- P. edmundi † Williams & Breger 1916
- P. elongatum † Hall 1860
- P. erectum † Hall 1843
- P. expansus † Conrad 1842
- P. fecundum † Perner 1911
- P. fornicatum † Hall 1962
- P. galeritus † Whidborne 1891
- P. gaspense † Clarke 1908
- P. gibbosum † Hall 1960
- P. gracilis † Sandberger 1842
- P. guesnini † Clarke 1908
- P. hainensis † Maurer 1885
- P. haliotis † Murchison 1839
- P. haliotoides † Meek & Worthen 1866
- P. hebes † Clarke 1907
- P. holzapfeli † Spitz 1907
- P. humulus † Perner 1911
- P. kahlebergensis † Beushausen 1884
- P. laevicostatum † Knod 1908
- P. latum † Keyes 1888
- P. leboutillieri † Clarke 1907
- P. lejeunii † Clarke 1908
- P. magnificum † Hall 1860
- P. mansfieldense † Tassell 1977
- P. marylandicum † Clarke & Swartz 1913
- P. minutum † Chapman 1916
- P. multiplicatus † Giebel 1858
- P. nasutum † Miller 1891
- P. nettersheimensis † Heidelberger 2003
- P. niagarensis † Hall 1852
- P. nodosum † Conrad 1841
- P. oehlerti † Spitz 1907
- P. oxynotum † Girty 1929
- P. paralium † White & Whitfield 1862
- P. patelliforme † Holzapfel 1895
- P. pericompsus † Whidborne 1891
- P. perneri † Tolmachoff 1930
- P. platystomum † Hall 1860
- P. plicatile † Hall 1879
- P. priscum † Goldfuss 1844
- P. pulcherrimum † Rowley 1908
- P. rarispinum † Hall 1860
- P. reflexum † Hall 1860
- P. richtum † Hall 1879
- P. rictum † Hall 1862
- P. robustum † Hall 1860
- P. sigmoidale † Plillips 1841
- P. sinuatum † Hall 1860
- P. spirale † Hall 1860
- P. squamosus † Trenkner 1868
- P. steinmanni † Clarke 1899
- P. subrotundum † Snider 1915
- P. subumbonatum † Northrop 1939
- P. symmetricum † Hall 1862
- P. terminalis † Whidborne 1889
- P. thetis † Hall 1862
- P. trilobatum † Hall 1860
- P. trojani † Blodgett & Johnson 1992
- P. uncinatus † Roemer 1852
- P. undata † Hall 1860
- P. unicus † Hall 1879
- P. ussheri † Whidborne 1891
- P. verrucosum † Barrois 1889
- P. vetusta † Sowerby 1829
- P. villmarensis † Basse & Heidelberger 2002
- P. yochelsoni † Kulas & Batten 1997